# Técnico de ingeniería

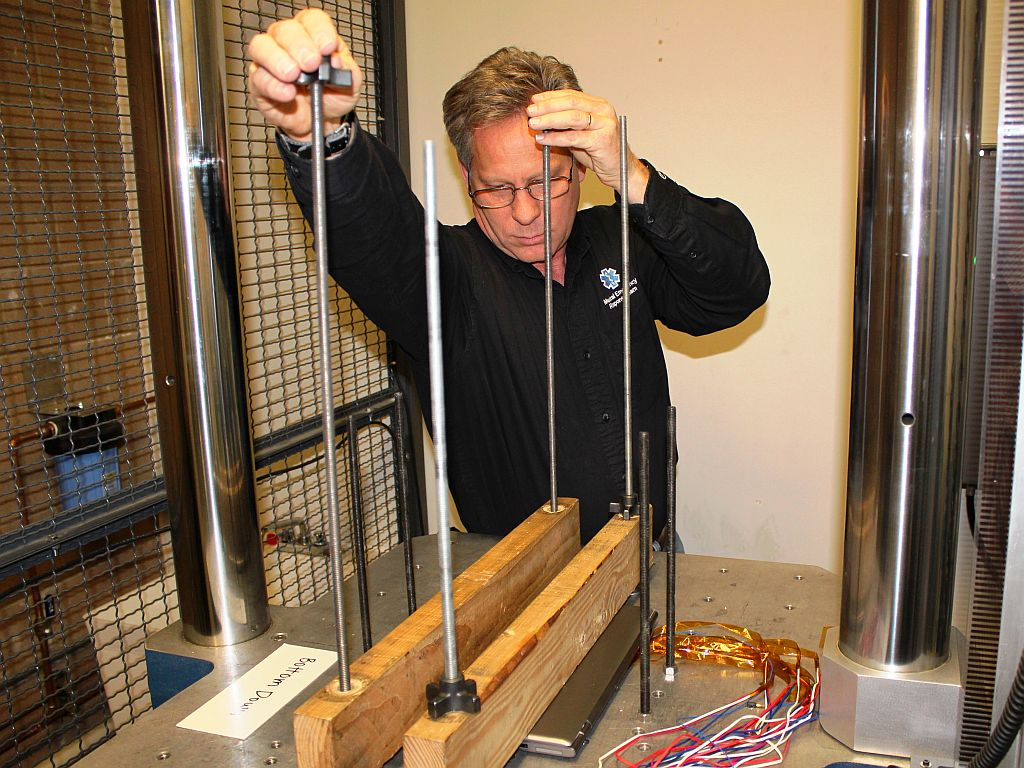
Un técnico en ingeniería de Intel prueba un ultrabook para choque mecánico, usando una plataforma hidráulica para modelar una caída de 3 pies

Un Ingeniero Tecnológico es un profesional que se enfoca en aspectos del desarrollo y la implementación de un área de tecnología respectiva. La integración en tecnología de ingeniería es aún más "aplicada" y menos teórica que la educación en ciencias de la ingeniería, aunque en un sentido amplio ambas se centran en la aplicación práctica. Los ingenieros tecnológicos a menudo brindan soporte a los ingenieros específicos, pero después de años de experiencia también pueden dirigir ingenieros. Al igual que los ingenieros, las áreas donde trabajan los ingenieros tecnológicos pueden incluir el diseño del producto (incluidas las mejoras), la fabricación y las pruebas. También como en el caso de los ingenieros, los técnicos en ingeniería a veces ocupan puestos directivos en la industria,  en gerencia, o se convierten en empresarios. 
La tecnología de ingeniería a menudo se superpone con muchas de las mismas áreas generales (por ejemplo, diseño / desarrollo, pruebas), pero el enfoque es aún más en la aplicación que en la ingeniería (que es, en un sentido algo diferente, también acerca de la aplicación). Los tecnólogos son más propensos que los ingenieros a centrarse en la implementación o el funcionamiento de una tecnología (posterior al desarrollo). La Sociedad Nacional de Ingenieros Profesionales (NSPE) resume la distinción por el hecho de que los ingenieros  con habilidades conceptuales para "funcionar como diseñadores", mientras que los técnicos "aplican los diseños de los demás". Las matemáticas y las ciencias, así como otros cursos técnicos, en programas de tecnología, tienden a ser enseñados con más ejemplos basados en aplicaciones, mientras que los cursos de ingeniería proporcionan una base más teórica en matemáticas y ciencias (porque esos son los mismos temas que los ingenieros aplican directamente ) Además, los cursos de ingeniería tienden a requerir matemáticas de alto nivel, incluyendo cálculo y más allá, así como un conocimiento más extenso de las ciencias naturales aplicadas en diseño, que también sirven para preparar a los estudiantes para la investigación (ya sea en estudios de postgrado o I + D industrial). Los cursos de tecnología de ingeniería generalmente tienen más laboratorios asociados con sus cursos de pregrado que requieren la aplicación práctica de los temas estudiados.

## Naturaleza del trabajo
Los tecnólogos se emplean en una amplia gama de industrias y áreas, incluido el desarrollo de productos, la fabricación, la operación de tecnología y el mantenimiento. Pueden ser gerentes, según la experiencia del tecnólogo y el énfasis educativo en la gestión. Las posiciones de nivel de entrada que se relacionan de diversas maneras con el diseño del producto, las pruebas, el desarrollo del producto, el desarrollo de sistemas, la ingeniería de campo, las operaciones técnicas y el control de calidad son comunes para los graduados en tecnología de ingeniería.
En general, el trabajo de los técnicos en ingeniería se enfoca más frecuentemente en la aplicación práctica de productos y procesos diseñados para una variedad de propósitos, mientras que el trabajo de los ingenieros enfatiza la aplicación de las matemáticas y la ciencia para propósitos de diseño / desarrollo (de maneras que requieren una mayor amplia base teórica de las matemáticas y las ciencias naturales). La Sociedad Nacional de Ingenieros Profesionales (NSPE) describe la diferencia entre ingeniería y tecnología de ingeniería de la siguiente manera:

"La distinción entre ingeniería y tecnología de ingeniería emana principalmente de las diferencias en sus programas educativos. Los programas de ingeniería están orientados al desarrollo de habilidades conceptuales y consisten en una secuencia de fundamentos de ingeniería y cursos de diseño, construidos sobre una base de complejos cursos de matemáticas y ciencias. Los programas tecnológicos están orientados a la aplicación y brindan a sus estudiantes cursos introductorios de matemáticas y ciencias, y solo una introducción cualitativa a los fundamentos de la ingeniería, por lo que los programas de ingeniería brindan a sus graduados una amplitud y profundidad de conocimiento que les permite funcionar como diseñadores. Los programas de tecnología de la ingeniería preparan a sus graduados para aplicar los diseños de los demás profesionales".  
La Junta de Acreditación de Ingeniería y Tecnología (ABET) resume la tecnología de ingeniería como "la aplicación de conocimientos y métodos científicos y de ingeniería combinados con habilidades técnicas en apoyo de las actividades de ingeniería, se encuentra en el espectro ocupacional entre el artesano y el ingeniero al final de el espectro más cercano al ingeniero ".     
Además, ABET ha declarado: "La ingeniería y la tecnología son profesiones separadas, pero íntimamente relacionadas. Estas son algunas de las formas en que difieren:  
Los programas de ingeniería de pregrado incluyen más trabajos de matemáticas y matemáticas de más alto nivel que los programas de tecnología.
Los programas de ingeniería de pregrado a menudo se centran en la teoría, mientras que los programas de tecnología generalmente se centran en la aplicación.
Una vez que ingresan a la fuerza de trabajo, los graduados en ingeniería suelen dedicar su tiempo a la planificación, mientras que los graduados en tecnología de ingeniería dedican su tiempo a hacer que los planes funcionen.
En ABET, los programas de tecnología de ingeniería y de ingeniería son evaluados y acreditados por dos comisiones de acreditación separadas que utilizan dos conjuntos separados de criterios de acreditación.
Los graduados de los programas de ingeniería se llaman "ingenieros", mientras que los graduados de los programas de tecnología se llaman "tecnólogos".
Algunas juntas estatales de licenciatura de ingeniería profesional permitirán que solo los graduados de los programas de ingeniería, no los programas de tecnología de ingeniería, se conviertan en ingenieros con licencia ".  
Los ingenieros generalmente se enfocan más en el diseño conceptual y el desarrollo de productos, mientras que los tecnólogos tienen más probabilidades de trabajar en pruebas, fabricación / construcción o trabajo de campo. Por supuesto, esas áreas se superponen considerablemente (por ejemplo, las pruebas y la fabricación a menudo son integrales al proceso general de desarrollo del producto, y pueden involucrar tanto a ingenieros como a tecnólogos). En 2012, The Journal of Engineering Technology, publicó resultados que muestran "que una muy amplia gama de empresas de ingeniería que operan en todo el espectro de servicios y productos de ingeniería, graduados de tecnología de ingeniería de bachillerato están trabajando como ingenieros. Además, estos graduados funcionan en muchos departamentos de ingeniería al igual que sus contemporáneos de la ingeniería ".  

## Educación y acreditación
A partir de los años 1950 y 1960, algunas instituciones de educación superior en los Estados Unidos y Canadá comenzaron a ofrecer títulos en tecnología de ingeniería, centrándose en el estudio aplicado en lugar de los títulos de ciencias de la ingeniería más teóricos. El enfoque en el estudio aplicado abordó una necesidad dentro de las comunidades científicas, de fabricación e ingeniería, así como en otras industrias, para profesionales con conocimiento de ingeniería práctico y basado en aplicaciones. Dependiendo de la institución, se ofrecen títulos de asociado y / o licenciatura, y algunas instituciones también ofrecen títulos avanzados en tecnología.
En general, un técnico de ingeniería recibe una amplia gama de capacitación en ciencias aplicadas y matemáticas aplicadas, así como los fundamentos de la ingeniería en el área de enfoque del estudiante. Los programas de tecnología de ingeniería generalmente incluyen instrucción en diversas funciones de soporte de ingeniería para investigación, producción, operaciones y aplicaciones a especialidades de ingeniería específicas. La tecnología de la información está principalmente involucrada con la administración, operación y mantenimiento de sistemas y redes de computadoras, junto con una aplicación de tecnología en diversos campos tales como arquitectura, ingeniería, diseño gráfico, telecomunicaciones, informática y seguridad de redes. También se espera que un técnico tenga algunos cursos de ética.
Las organizaciones internacionales de tecnología de ocho naciones han firmado un acuerdo de reconocimiento mutuo llamado el Acuerdo de Sídney, que representa el entendimiento de que los reconocimientos académicos de los tecnólogos pueden ser reconocidos en todos los estados signatarios. El reconocimiento del Acuerdo de Sídney para los tecnólogos se puede comparar con el Acuerdo de Washington para ingenieros y el Acuerdo de Dublín para técnicos de ingeniería. El Foro de movilidad de tecnólogos de ingeniería es un foro internacional celebrado por los signatarios del Acuerdo de Sídney para explorar el reconocimiento mutuo de tecnólogos de ingeniería experimentados y eliminar las barreras artificiales a la libre circulación y práctica de los técnicos de ingeniería en sus países.  
Los graduados que adquieren un título asociado o inferior generalmente encuentran carreras como técnicos de ingeniería. Según la Oficina de Estadísticas Laborales de los Estados Unidos: "Muchas universidades de cuatro años ofrecen licenciaturas en tecnología de ingeniería, y los graduados de estos programas son contratados para trabajar como ingenieros eléctricos o electrónicos de nivel básico o ingenieros aplicados, pero no técnicos". Los técnicos suelen tener un título asociado de dos años, mientras que los tecnólogos son ingenieros que también tienen una licenciatura.
A nivel internacional, el Acuerdo de Sídney es un acuerdo firmado en 2001 que reconoce la equivalencia académica de los programas de tecnología de ingeniería acreditados en las naciones signatarias. En algunos países, solo aquellos individuos que se hayan graduado de un plan de estudios acreditado en tecnología de ingeniería y tengan una cantidad significativa de experiencia laboral en su campo pueden convertirse en tecnólogos registrados. El reconocimiento de un tecnólogo puede ser en forma de una certificación o un registro profesional.  

### Canadá
En Canadá, la nueva categoría ocupacional de "tecnólogo" se estableció en la década de 1960 junto con un sistema emergente de colegios comunitarios e institutos técnicos. Fue diseñado para cerrar efectivamente la brecha entre la naturaleza cada vez más teórica de los títulos de ciencias de la ingeniería y el enfoque predominantemente práctico de los programas de técnicos y oficios. Las asociaciones provinciales pueden certificar a individuos como un tecnólogo profesional (P.Tech), un tecnólogo de ingeniería certificado (C.E.T.), un tecnólogo de ingeniería registrado (R.E.T.), un tecnólogo en ciencias aplicadas (AScT) o un profesional de la tecnología [T.P.]. Estas asociaciones provinciales son miembros integrantes del Consejo Canadiense de Técnicos y Tecnólogos (CCTT), que acredita a nivel nacional programas de tecnología en todo Canadá a través de su Junta Canadiense de Acreditación de Tecnología (CTAB). Los programas de tecnología de ingeniería acreditados a nivel nacional varían de dos a tres años de duración, dependiendo de la provincia, a menudo contienen tantas horas de clase como un programa de grado de 4 años.

### Estados Unidos
En los Estados Unidos, la jerarquía de la estructura educativa y el reconocimiento comienzan en el Departamento de Educación de EE. UU. O en el Consejo de Acreditación de Educación Superior (CHEA). El Departamento de Educación de EE. UU. Reconoce las acreditaciones regionales y nacionales y CHEA reconoce las acreditaciones especializadas. En la actualidad, CHEA reconoce dos acreditaciones tecnológicas: la Asociación de Tecnología, Gestión e Ingeniería Aplicada (ATMAE) y la Junta de Acreditación de Ingeniería y Tecnología (ABET). Específicamente, CHEA reconoce a ABET internacionalmente y en los EE. UU. Para acreditar programas de tecnología de ingeniería a nivel de asociado y bachillerato. CHEA también reconoce ATMAE para acreditar programas de asociado, bachillerato y maestría en tecnología, tecnología aplicada, tecnología de ingeniería y disciplinas relacionadas con la tecnología impartidas por instituciones nacionales o regionales acreditadas en los Estados Unidos. (2011).
ABET ha estado acreditando programas de tecnología de ingeniería en los Estados Unidos desde 1946, con un total de más de 600 programas en más de 230 instituciones. En respuesta a la fuerte demanda, ABET comenzó a acreditar programas de tecnología de ingeniería a nivel internacional en 2007. Dependiendo de la institución, se ofrecen títulos de asociado y / o licenciatura, y algunas instituciones también ofrecen títulos avanzados. El tipo, la duración y la calidad de la educación ofrecida pueden variar mucho según la institución educativa y la especialidad que se busque dentro de la tecnología de ingeniería. Los programas de tecnología de ingeniería acreditados por ATMAE requieren un núcleo de gestión. 
La Comisión de Acreditación de Tecnología de Ingeniería (ETAC) de la Junta de Acreditación de Ingeniería y Tecnología fue admitida como miembro provisional de International Technology Accords en 2007, y firmó el Acuerdo de Sydney en 2009.
Otra Secretaría de Educación de EE. UU. Y agencias de acreditación reconocidas por CHEA en los EE. UU. (Como el Consejo de Acreditación del Consejo de Educación y Capacitación a Distancia (DETC) y el Consejo de Acreditación de Colegios y Escuelas Independientes (ACICS) -acreditan colegios y universidades con programas que conducen a licenciatura y maestría en ingeniería y tecnología de ingeniería.
La publicación del Departamento de Educación de los EE. UU. Y la National Science Foundation conocida como Mapping The World of Education indica que un título de técnico en ingeniería tiene el mismo nivel académico (60) que un título de ingeniería de ABET / EAC.

## Certificación
La certificación profesional es el registro de tecnólogos de ingeniería para asegurar su calificación dentro de sus países o territorios. El Acuerdo de Sídney y el Foro de movilidad de tecnólogos de ingeniería (ETMF) son dos esfuerzos internacionales para mejorar el reconocimiento transfronterizo para los tecnólogos.  
Por lo general, se requiere que un técnico de ingeniería certificado sea aprendiz durante un período antes de poder solicitar la certificación a través de un órgano de gobierno local. En ese momento, el técnico debe haber completado tareas que se apliquen directamente a su área de estudio.

### Norteamérica
En Canadá, el título regulado para tecnólogos es Certified Engineering Technologist. La acreditación del programa de tecnología se administra a través de la Junta Canadiense de Acreditación de Tecnología (CTAB), a menudo en conjunto con asociaciones provinciales afiliadas al Consejo Canadiense de Técnicos y Tecnólogos. Los tecnólogos graduados están certificados por sus organismos provinciales.
En los Estados Unidos, la certificación de tecnólogo requiere una licenciatura en un programa de tecnología de ingeniería acreditado por la Comisión de Acreditación de Tecnología de Ingeniería de la Junta de Acreditación de Ingeniería y Tecnología (ETAC / ABET). También se puede obtener un título de una institución acreditada a través de la Asociación de Tecnología, Gestión e Ingeniería Aplicada (anteriormente conocida como la Asociación Nacional de Tecnología Industrial). El registro de tecnólogos en los Estados Unidos es realizado por muchas sociedades y organizaciones independientes. El National Council of Examiners for Engineering and Surveying (NCEES) y el NSPE se oponen a un registro patrocinado por el gobierno. Como resultado, la profesión a menudo no es vista como un campo independiente separado de la ingeniería de diseño.
El Instituto Nacional de Certificación en Tecnologías de Ingeniería (NICET) otorga la certificación en dos niveles en función de la experiencia laboral: el Tecnólogo Asociado de Ingeniería (AT) y el Tecnólogo de Ingeniería Certificado (CT). La Asociación de Tecnología, Administración e Ingeniería Aplicada (ATMAE) otorga dos niveles de certificación en gestión de tecnología: Certified Technology Manager (CTM) y Certified Senior Technology Manager (CSTM). ATMAE también otorga dos niveles de certificación en especialización de fabricación: especialista certificado en fabricación (CMS) y especialista en fabricación sénior certificado (CSMS). Si bien la certificación CTM y CMS se obtienen a través del examen, CSTM y CSMS requieren experiencia en la industria y mejora continua a través de la obtención de unidades de desarrollo profesional (PDU).
La Sociedad Americana de Técnicos de Ingeniería Certificados (ASCET) es una organización de membresía que expide certificaciones de miembros certificados a técnicos de ingeniería y técnicos de ingeniería. Los ingenieros profesionales reciben la certificación de miembro registrado.

### Reino Unido
El Reino Unido tiene una tradición de décadas de producir técnicos de ingeniería a través del sistema de aprendizaje. Los técnicos en ingeniería del Reino Unido siempre han sido designados como "ingenieros". El término "ingeniero" en el Reino Unido se utiliza para describir a toda la gama de trabajadores calificados, y profesionales de oficios hasta el ingeniero colegiado de alto nivel educativo. De hecho, hasta la década de 1960, los ingenieros profesionales en el Reino Unido a menudo se denominaban "tecnólogos" para distinguirlos de los científicos, técnicos y artesanos. El término moderno para un técnico en ingeniería es "ingeniero incorporado" (IEng), aunque desde 2000 la ruta normal para lograr IEng es con un título de licenciatura o con honores en ingeniería. Los aprendizajes técnicos modernos normalmente conducirían a la calificación profesional EngTech y con más estudios en un nivel de aprendizaje más alto como IEng. Desde 2015, el gobierno del Reino Unido (UCAS) ha introducido aprendizajes de ingeniería (licenciaturas y másteres). El título "ingeniero incorporado" está protegido por la ley civil. Antes del título de "ingeniero incorporado", los tecnólogos del Reino Unido eran conocidos como "ingenieros técnicos", una designación introducida en la década de 1960.
En el Reino Unido, un ingeniero incorporado es aceptado como un "ingeniero profesional", registrado por el Consejo de Ingeniería, aunque el término "ingeniero profesional" no tiene ningún significado legal en el Reino Unido, y no hay restricciones en la práctica. De hecho, cualquier persona en el Reino Unido puede llamarse a sí misma un "ingeniero" o "ingeniero profesional" sin cualificaciones o competencias comprobadas, y la mayoría de los oficios calificados en el Reino Unido se denominan a veces ingenieros "profesionales" o "acreditados".
Los ingenieros incorporados son reconocidos internacionalmente a través del acuerdo académico de Sydney Accord como técnicos de ingeniería. Uno de los títulos profesionales para ingenieros en el Reino Unido, reconocido en el Acuerdo de Washington es el ingeniero colegiado. El ingeniero incorporado es un ingeniero profesional según lo declarado por el Consejo de Ingeniería del Reino Unido, y la definición europea como lo demuestra el título prescrito en 2005/36 / CE como "ingeniero". El ingeniero incorporado opera de manera autónoma y dirige las actividades de forma independiente. No necesariamente necesitan el apoyo de ingenieros titulados porque a menudo se los reconoce como ingenieros completos en el Reino Unido (pero no en Canadá ni en los EE. UU.). El ingeniero incorporado en el Reino Unido también puede contribuir al diseño de nuevos productos y sistemas.
El ingeniero colegiado y el ingeniero incorporado son reconocidos como ampliamente comparables en estatura, pero con funciones separadas. Como resultado, el ingeniero colegiado y el incorporado se colocan bajo la misma directiva, 2005/36 / EC. El ingeniero incorporado puede practicar de forma autónoma sin la supervisión de un ingeniero colegiado.
Los ingenieros incorporados actualmente requieren una licenciatura acreditada de IEng o un título de honores en ingeniería (antes de 1997 los grados B.Sc. y B.Eng. Satisfacían los requisitos académicos para el registro de "ingeniero autorizado"), un Certificado o diploma nacional superior, Ciudad y Gremios Diploma superior / Diploma de Diploma Tecnológico Completo o un Título de Fundación en ingeniería, más un aprendizaje adicional adecuado para obtener un título o un NVQ4 o SVQ4 aprobado para tal fin por una institución de ingeniería autorizada.
Los requisitos académicos deben ir acompañados de la experiencia adecuada de revisión por pares en el empleo, típica 4 años después de la calificación. Además de la experiencia y los requisitos académicos, el candidato a ingeniero debe tener tres árbitros (ellos mismos CEng o IEng) que respondan por el desempeño del individuo que se considera para el reconocimiento profesional. Hay una serie de formas alternativas de lograr el estado de IEng para aquellos que no tienen las calificaciones necesarias para los solicitantes, que pueden mostrar claramente que han alcanzado el mismo nivel que aquellos con calificaciones, que incluyen:  
- redactar un informe técnico, basado en su experiencia, y demostrar su conocimiento y comprensión de los principios de ingeniería;
- obtener el Diploma de Posgrado de la Ciudad y Gremios de Londres (nivel de bachillerato) y Diploma de Postgrado (nivel de máster) acreditado por IMechE, la Institución de Ingeniería y Tecnología, y la Institución de Ingenieros Civiles.
- siguiendo un programa de aprendizaje basado en el trabajo
- tomando un programa académico especificado por la institución a la cual están postulando.

### Alemania - Unión Europea

#### Tecnólogo de Ingeniería / Ingeniero Certificado por el Estado
El título «Ingeniero certificado por el estado BVT» se concede a los técnicos en ingeniería calificados (staatlich gepruefter Techniker) por la Bundesverband höherer Berufe der Technik, Wirtschaft und Gestaltung e.V. ("Asociación de Profesiones Superiores de Tecnología y Diseño") o BVT, condicional a dos años de experiencia profesional, membresía actual de BVT y pago de una tarifa de administración.  
El técnico de ingeniería es un profesional vocacional de desarrollo no académico, pero obtiene la calificación equivalente, otorgada  después de pasar con éxito los exámenes estatales regidos por las normas federales de Alemania. Para ser elegibles para el examen de técnico de ingeniería, los candidatos deben cumplir con los siguientes requisitos: completar uno de los sistemas escolares (Hauptschule, Realschule, Gymnasium), un aprendizaje de al menos dos años de duración, un año de experiencia profesional completa y asistencia a un programa enseñado con una carga de curso de 2400-3000 horas, generalmente completado dentro de dos años a tiempo completo o de 3.5 a 4 años a tiempo parcial en universidades vocacionales.
A partir de enero de 2012, el ingeniero / técnico de ingeniería certificado por el estado se asignó al nivel 6 del Marco Europeo de Cualificaciones, equivalente a títulos de pregrado (nivel de Licenciatura). Además, el técnico de ingeniería constituye una calificación de entrada avanzada para las universidades alemanas y en los principales permisos de entrada en cualquier programa de grado académico de pregrado. El técnico en ingeniería / ingeniero certificado por el estado no debe confundirse con ingenieros académicamente calificados, que previamente se graduaron de universidades como Diplom-Ingenieur (Diploma en Ingeniería) y siguiendo el proceso de Bolonia con grados BEng + MEng.

#### Técnicos / ingenieros certificados por el Estado en las directivas de la UE
A partir del 31 de enero de 2012, los ingenieros certificados del estado, los gerentes comerciales certificados del estado y los diseñadores certificados del estado se encuentran en el nivel 6-Licenciatura en DQF y EQF. Las calificaciones de hace más de una década se incorporaron a las Directivas de la UE como profesiones reguladas reconocidas en Alemania y la UE. Los anexos C y D se añadieron a la Directiva 92/51 / CEE del Consejo relativa a un segundo sistema general para el reconocimiento de la educación y la formación profesional para complementar la Directiva 89/48 / CEE.
Las principales instituciones involucradas fueron el gobierno federal (el Ministerio Federal de Educación e Investigación y el Ministerio Federal de Economía y Tecnología), la Conferencia Permanente de la UE y la Reunión Ministerial Económica de Países, la Confederación Alemana de Mano-planta, la Confederación de Asociaciones de Empleadores Alemanes , Cámaras de Industria y Comercio alemanas, Confederación de Sindicatos Alemanes e Instituto Federal de Aplicación Profesional. Estas instituciones gubernamentales acordaron una posición común sobre la implementación del EQF y un marco de cualificaciones alemanas (DQR).
La ley de la Unión Europea y otros documentos que se consideran públicos incluyen:
- http://eur-lex.europa.eu//en/Índice.htm
- Anexos C y D a Directiva de Consejo 92/51/EEC en un segundo sistema general para el reconocimiento de educación profesional y entrenando a Directiva de suplemento 89/48/EEC
- Directiva de UE 2005L0036-EN 01.01.2007
- ANEXO III lista de educación regulada y entrenamiento referido al tercer sub párrafo del  Artículo 13(2)
- https://www.scribd.com/doc/53286830/directive-2005-36-ec

El marco de calificaciones requiere: "cursos regulados para las profesiones de técnico / ingeniero certificado por el estado ('staatlich gepruefte (r)') ('Techniker (in)'), economista de negocios (gerente comercial), ('Betriebswirt (in)' ), diseñador («Gestalter (in)») y asistente familiar («Familiepfleger (in)»), de una duración total no inferior a 16 años, requisito previo para la finalización satisfactoria de la escolaridad obligatoria o educación y formación equivalentes (de una duración de no menos de nueve años) y la finalización con éxito de un curso en una escuela de comercio ('Berufsschule') de una duración no inferior a tres años y que comprende, al término de al menos dos años de experiencia laboral, educación a tiempo completo y formación de una duración no inferior a dos años o educación y formación a tiempo parcial de duración equivalente ".   

### Tecnólogo de ingeniería internacional (IntET)
La calificación de técnico de ingeniería internacional (IntET) fue lanzada a fines de 2007 por el Foro de movilidad de tecnólogos de ingeniería (ETMF), que es parte de la International Engineering Alliance (IEA). La calificación es otorgada por cada jurisdicción miembro seguida de un identificador jurisdiccional, como IntET (Reino Unido) para el Reino Unido.
Además de los beneficios obtenidos a través de la calificación profesional de IEng (un requisito de elegibilidad), IntET (RU) ofrece beneficios adicionales, incluyendo letras después del nombre (como "J. Smith IEng IntET (UK)") y una admisión más fácil a los registros nacionales de IntET registrar jurisdicciones de miembros. El Consejo de Ingeniería y sus compañeros miembros de ETMF están buscando la posibilidad de un futuro reconocimiento mutuo de títulos profesionales, lo que mejoraría aún más los beneficios de la calificación de IntET.
La calificación de IntET (RU) está abierta a los ingenieros incorporados registrados en el Reino Unido que hayan cumplido con los requisitos: siete años de experiencia de posgrado, dos años de responsabilidad en trabajos de ingeniería significativos y mantenimiento del desarrollo profesional continuo. Los ingenieros incorporados que no poseen un título acreditado reconocido según el Acuerdo de Sídney, o una calificación académica equivalente, actualmente no son elegibles para solicitar la calificación de IntET (RU).  